# Сита
Си́та (санскр. सीता, IAST: Sītā — «борозда») — героиня древнеиндийского эпоса «Рамаяна», супруга Рамы.

## Эволюция образа
Так как Рама по одной из версий является одним из воплощений бога Вишну, то и супруга Рамы Сита понимается как одно из воплощений Лакшми, божественной супруги Вишну. В «Ригведе» Сита упоминается лишь однажды, в одном гимне (книга IV, № 57), обращённом к богам-покровителям земледелия. В более поздних ведийских памятниках («Параскара-грихья сутра») Сита является женою бога Индры, что, быть может, связано с редким (единственным в «Ригведе») эпитетом Индры — урварапати (санскр. - господин поля). В «Тайттирия-брахмане» Сита получает эпитет Савитри. По-видимому, в этом ведийском образе отразился бледный остаток прежде более яркого и развитого мифического олицетворения. Вследствие забвения его первоначального содержания мифологическое творчество пытается приурочить этот образ к другим, более живучим и ярким мифическим личностям — Индре, Савитару, — но все эти попытки случайны и недолговечны.
В эпосе «Рамаяна» Сита облекается в более яркие и определённые формы, превращаясь в дочь Джанаки, царя Видехи, получившую поэтическое бессмертие как супруга Рамы. Связь с ведийской Ситой проглядывает в её рождении из борозды во время, когда царь вспахивал то место во время жертвоприношения (яджны). По причине этого сверхъестественного способа рождения Сита называется Айониджа («рождённая не из утробы»). Другие имена Ситы — Бхумиджа (санскр.: бхуми — «земля»), Дхаранисура (санскр.: дхарани — «носительница»), Партхиви (санскр.: притхиви — «широкая») — всё указывает на её происхождение, означая «дочь Земли».
В «Рамаяне» Сита считается воплощением богини процветания Лакшми. Отец Ситы — Джанака, поэтому её также называли "Джанаки" (дочь Джанаки). 
Сита сравнивается с лунным светом, дарующим прохладу, а её супруг Рама (Рамачандра) — с прекрасным месяцем: так же как свет месяца идёт от Месяца (санскр. - Чандра), так и Сита последует за своим возлюбленным Рамой.

## Сита в «Рамаяне»
Согласно «Рамаяне», из всех жителей Митхилы только Сита могла сдвинуть с места тяжёлый лук бога Шивы. Джанака решил выдать свою дочь замуж только за того, кто был бы так же силён, как она. Джанака объявил, что отдаст Ситу в жёны тому, кто сможет натянуть тетиву на этот лук. Много царевичей безуспешно пытались сделать это, но оказались не в состоянии даже поднять лук. Когда подошла очередь Рамы, он не только натянул тетиву лука, но и сломал его.
Сита переехала в Айодхью, но, спустя некоторое время, добровольно согласилась уйти в изгнание в лес на 14 лет вместе с Рамой и Лакшманой. В лесу Сита была под защитой Рамы и Лакшманы. Однажды Сите приглянулся пробегавший мимо золотой олень, и она попросила Раму поймать его. Рама долго не возвращался и обеспокоенная Сита отправила Лакшману на помощь, оставшись одна, без защиты. Лакшмана начертил вокруг хижины защитный круг и наказал Сите не выходить за его пределы. Ракшаса Равана, приняв облик брахмана, попросил у Ситы еды и, как только она вышла за пределы защитного круга, схватил её и унёс на Ланку.
Хануман, узнав от Вибхишаны о местонахождении Ситы, принял облик маленькой обезьянки и начал наблюдать за ней. Каждый день к Сите приходил Равана и уговаривал её стать его женой. В конце концов он дал ей месяц на раздумья и удалился. Когда Сита осталась одна, Хануман передал ей кольцо Рамы, но Сита испугалась, приняв его за ракшасу, принявшего обличье обезьянки. Тогда Хануман предстал перед её взором в своём изначальном обличье, но и это не убедило Ситу. Сита поверила Хануману только тогда, когда тот рассказал о случае с вороной, известном только ей и Раме. Хануман предложил Сите немедля перенести её в лагерь ванаров к Раме, но Сита сочла это неподобающим и отказалась. На прощание Сита дала Хануману свой гребешок. Хануман поджёг дворцы Ланки и отправился в лагерь ванаров к Раме.
Рама собрал войско из ванаров и медведей, атаковал Ланку и убил Равану. Ко всеобщему удивлению, Рама повелел, чтобы Сита прошла испытание огнём. Сита вошла в пылающий костёр, но языки пламени не причинили ей какого-либо вреда. Сам бог Агни в облике брахмана вывел её из огня и отдал в руки Рамы. Тем самым была доказана непорочность и верность Ситы своему супругу Раме.
После победы над Раваной, Рама, Сита, Лакшмана и их спутники сели в виману Пушпаку и отправились в Айодхью, где с размахом отпраздновали возвращение Рамы из изгнания и победу над царём демонов Раваной. Настало время мира и процветания, которое принято называть рамараджья. Однажды Рама узнал, что подданные критикуют его за то, что он принял жену, побывавшую в плену у ракшасы. Раме пришлось отправить в то время беременную Ситу в изгнание в лес. Там её приютил мудрец Вальмики в своём лесном ашраме.
В лесу у Ситы родилось два сына: Лава и Куша. Когда они подросли, они поймали коня, предназначенного для жертвоприношения ашвамедхи, и сразились с войском Рамы. После окончания противостояния Лава и Куша признали царя Раму своим отцом, а опечаленная Сита решила провести обряд сати. Она вошла в землю и затем отправилась на Вайкунтху, в вечную обитель Рамы в духовном мире.

## Память
В честь Ситы назван астероид (244) Сита, открытый в 1884 году.